# نظرية الدورة الاقتصادية الحقيقية

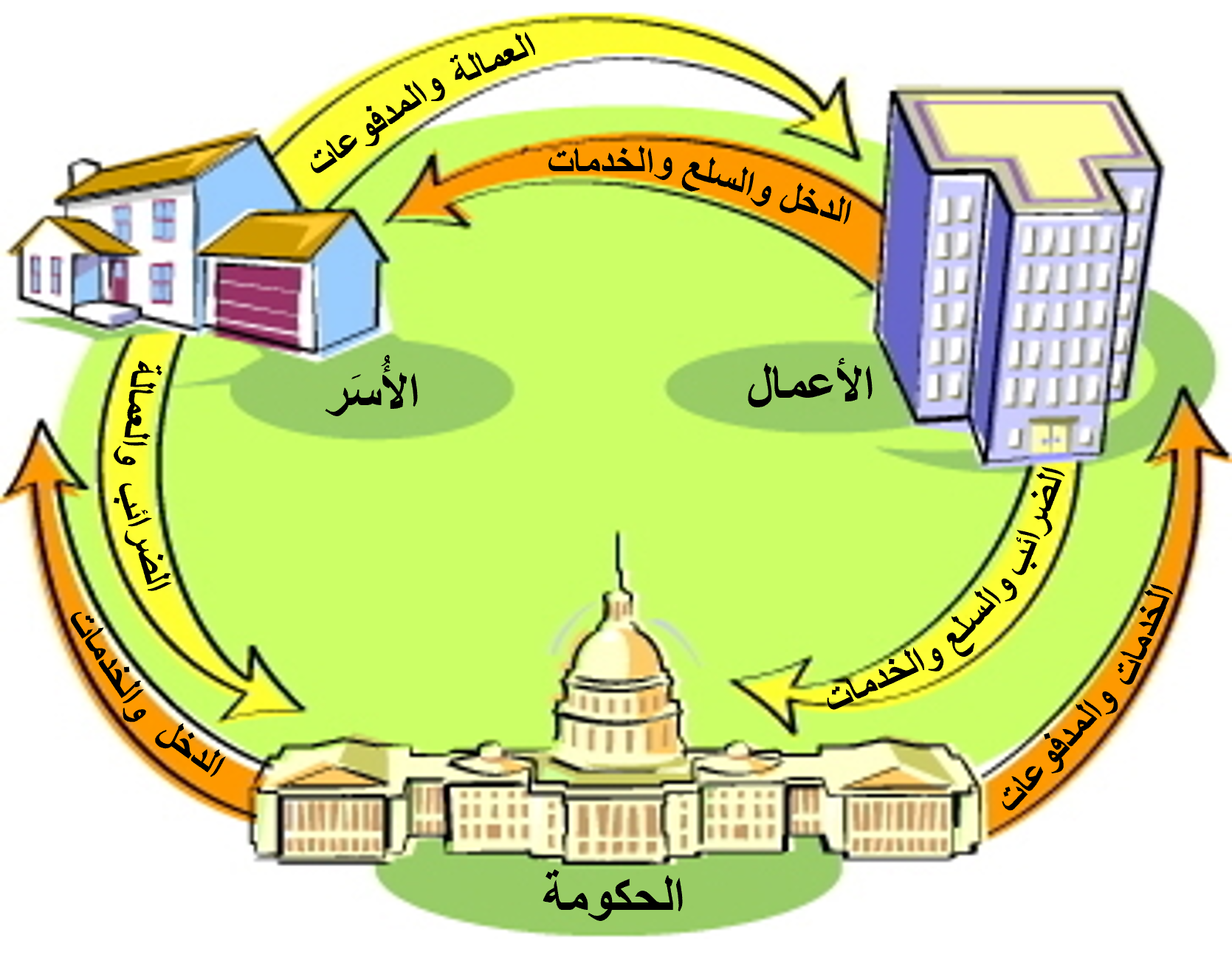
كاريكاتير الدورة الاقتصادية: شرح لتفاعل القطاعات في نظرية الدورة الاقتصادية

نظرية الدورة الاقتصادية الحقيقية أو نظرية دورة الأعمال الحقيقية هي فئة من نماذج الاقتصاد الكلي الكلاسيكية الجديدة التي يمكن فيها احتساب تقلبات الدورة الاقتصادية إلى حد كبير عن طريق الصدمات الحقيقية (عكس الاسمية). خلافًا للنظريات الرائدة الأخرى للدورة الاقتصادية، ترى نظرية الدورة الاقتصادية الحقيقية أن تقلبات دورة الأعمال هي الاستجابة الفعالة للتغيرات الخارجية في البيئة الاقتصادية الحقيقية. هذا يعني أن مستوى الناتج الوطني يزيد حتمًا عن الفائدة المتوقعة، وبالتالي ينبغي للحكومات أن تركّز على التغييرات طويلة الأمد في سياساتها الهيكلية وألا تتدخل من خلال السياسة المالية أو النقدية لتخفيف التقلبات الاقتصادية قصيرة الأمد.
وفقًا لنظرية الدورة الاقتصادية الحقيقية، تكون هذه الدورات «حقيقية» عندما لا تمثل إخفاقًا بالتصفية في الأسواق، إنما تعكس أنجع عملية ممكنة في الاقتصاد نسبة لهيكليته.
ترفض نظرية دورة العمل الحقيقية بشكل قاطع الاقتصاد الكينزي والفعالية الحقيقية للسياسة النقدية كما يروج لها أتباع المدرسة النقدية والكنزيون الجدد، والذين يشكلون ركائز السياسات الاقتصادية السائدة.
ترتبط نظرية الدورة الاقتصادية الحقيقية باقتصاديات المياه العذبة (مدرسة شيكاغو الاقتصادية).

## الدورات الاقتصادية
إن أردنا أن نأخذ لقطات من الاقتصاد في أوقات مختلفة من الزمن، فلن نحصل أبدًا على لقطتين متماثلتين وهذه النتيجة تعود لسببين:
1. يظهر العديد من الاقتصادات المتقدمة نموًا مستدامًا مع مرور الوقت. بمعنى أن اللقطات التي تفصل بين عدة سنوات من المرجح أن تصور مستويات أعلى من النشاط الاقتصادي كلما تقدم الزمن.
2. هناك تقلبات عشوائية على ما يبدو حول هذا الاتجاه النمو. وبالتالي، إذا أخذنا لقطتين في الوقت المناسب، فسنجد أن التنبؤ باللقطة ثانية سيكون مستحيلًا إذا ما استخدمتا اللقطة الأولى فحسب.

توجد طريقة شائعة لمراقبة مثل هذا السلوك من خلال النظر في سلسلة زمنية من الناتج الاقتصادي، بالتحديد على الناتج القومي الإجمالي، وهو قيمة السلع والخدمات التي تنتجها شركات وعمال بلد ما.
يوضح الشكل 1 السلاسل الزمنية للناتج القومي الإجمالي الحقيقي للولايات المتحدة من العام 1954 وحتى العام 2005. على الرغم من أننا نرى نموًا مستمرًا للإنتاج، إلا أنه ليس زيادة مطردة. هناك أوقات يكون فيها النمو سريعًا وأحيان أخرى يتباطأ فيها النمو. يحوّل الشكل 2 هذه المستويات إلى معدلات نمو الناتج القومي الإجمالي الحقيقي ويستخلص اتجاه نمو أكثر سلاسة. يمثل مَرشح هودريك-بريسكوت طريقة شائعة للحصول على هذا الاتجاه. تتمثل الفكرة الأساسية في إيجاد توازن بين المدى الذي يتبعه اتجاه النمو العام في الحركة الدورية (من غير المرجح أن يكون معدل النمو طويل الأمد ثابتًا تمامًا) ومدى سلاسة هذا الاتجاه. يحدد مرشح  هودريك-بريسكوت التقلبات على المدى الطويل كجزء من اتجاه النمو مع تصنيف التقلبات الأكثر سرعة كجزء من المكون الدوري.
لاحظ الفرق بين تكوين النمو هذا وبين البيانات الأكثر تذبذبًا. يشير الاقتصاديون إلى هذه الحركات الدورية حول الاتجاه على أنها دورات أعمال أو دورات اقتصادية. يلتقط الشكل 3 هذه الانحرافات. لاحظ المحور الأفقي عند الـ0. تشير أي نقطة على هذا الخط إلى عدم وجود انحراف عن الاتجاه في تلك السنة. جميع النقاط الأخرى أعلى وأسفل الخط تعني وجود انحرافات. باستخدام سجل الناتج القومي الإجمالي الحقيقي، فإن المسافة بين أي نقطة وخط الصفر تساوي تقريبًا النسبة المئوية للانحراف عن اتجاه النمو على المدى الطويل. لاحظ أيضًا أن المحور Y  يستخدم قيمًا صغيرة جدًا. يشير هذا الاستخدام لقيم صغيرة إلى أن الانحرافات في الناتج القومي الإجمالي الحقيقي صغيرة جدًا، وبالتالي يمكن أن تشير إلى أخطاء في القياس وليس انحرافات حقيقية.
ندعو الانحرافات الإيجابية الكبيرة قممًا (تلك الموجودة فوق المحور 0). ندعو الانحرافات السلبية الكبيرة نسبيًا (تحت المحور 0) نوازل. سلسلة الانحرافات الإيجابية التي تؤدي إلى الذروة هي الطفرات الاقتصادية وسلسلة الانحرافات السلبية تمثّل الركود.
للوهلة الأولى، تبدو الانحرافات مجرد سلسلة من الموجات التي جُمعت معًا، لا يبدو أي شيء فيها ثابتًا أو متناسقًا. سيكون من الصعب إلى حد ما أن نشرح أسباب مثل هذه التقلبات بمجرد النظر إلى هذه الانحرافات. مع ذلك، إذا أخذنا في الاعتبار متغيرات الاقتصاد الكلي الأخرى، فسنلاحظ وجود أنماط معينة فيها. على سبيل المثال، خذ بالاعتبار الشكل 4 الذي يصور التقلبات في الإنفاق على الإنتاج وعلى الاستهلاك، أي ما يشتريه الناس ويستخدمونه خلال أي فترة معينة، وراقب كيف تصطف القمم والنوازل في نفس الأماكن تقريبًا وكيف يتزامن الارتفاع والانكماش.
قد نتوقع أن تظهر البيانات المماثلة صفات مماثلة. على سبيل المثال، (أ) اليد العاملة، ساعات العمل (ب) الإنتاجية، فعالية الشركات في توظيف رأس المال أو اليد العاملة، (ج) الاستثمار، مقدار رأس المال المدخر لدعم المساعي المستقبلية، (د) رأس المال، قيمة الآلات والمباني وغيرها من المعدات التي تساعد الشركات على إنتاج سلعها. بينما يوضح الشكل 5 قصة مماثلة للاستثمار، إلا أن العلاقة مع رأس المال في الشكل 6 تختلف عنها. نحن بحاجة إلى وسيلة أفضل، وإحدى الطرق لتحقيق ذلك هي الننظر إلى بعض الإحصاءات.

## الانتقادات الموجهة لها
بحسب الخبراء الاقتصاديين مثل غريغ مانكيو ولاري سامرز، تعتمد نظرية الدورة الاقتصادية الحقيقية على ثلاثة افتراضات غير واقعية:
- النموذج المدفوع بالتغيرات الكبيرة والمفاجئة في تكنولوجيا الإنتاج المتاحة.

أشار سامرز إلى أن بريسكوت غير قادر على اقتراح أي صدمة تكنولوجية محددة أدت لتراجع فعلي غير صدمة أسعار النفط في السبعينيات. ولا يوجد دليل اقتصادي جزئي يدعم وجود صدمات حقيقية كبيرة التي تحتاج إلى دفع هذه النماذج. لا تخضع نماذج الدورة الاقتصادية الحقيقية لاختبارات مقابل بدائل لها تنافسها ويسهل دعمها. (سامرز 1986)
- تعكس البطالة التغييرات في عدد الناس الراغبين في العمل.

جادل بول كروغمان أن هذا الافتراض سيعني أن البطالة بنسبة 25% في ذروة الكساد العظيم (1933) كانت نتيجةً لقرار جماعي بأخذ عطلة طويلة.
- لا علاقة للسياسة النقدية بالتقلبات الاقتصادية.

في الوقت الحاضر، من المتفق عليه على نطاق واسع أن الأجور والأسعار لا تتكيف بالسرعة المطلوبة لإعادة تحقيق التوازن. لذلك لا يقبل معظم الاقتصاديين، حتى الكلاسيكيون الجدد عدم فعالية هذه السياسة.
يوجد انتقاد رئيسي آخر تتعرض له نظرية الدورة الاقتصادية الحقيقية وهو أن نماذجها لا يمكن أن تراعي الديناميات التي تظهر على الناتج القومي الإجمالي للولايات المتحدة. وقال لاري سامرز: «برأيي، لا علاقة لنماذج الدورة الاقتصادية الحقيقية من النوع الذي حدثنا عنه بريسكوت بظواهر الدورة الاقتصادية التي لوحظت في الولايات المتحدة أو في غيرها من الاقتصادات الرأسمالية». (سامرز 1986)